# Лашма (посёлок железнодорожного разъезда)
Лашма — посёлок разъезда в Ковылкинском районе Республики Мордовия в составе Русско-Лашминского сельского поселения.

## География
Находится у железнодорожной линии Зубова Поляна — Рузаевка на расстоянии примерно 9 километров по прямой на запад-юго-запад от районного центра города Ковылкино.

## Население
Постоянное население составляло 10 человек (мордва-мокша 100%) в 2002 году, 12 в 2010 году .